# 李謨 (正統舉人)
李謨（15世紀—15世紀），字君定，號訒庵，浙江台州府黃巖縣長嶼人，明朝政治人物。

## 生平
李謨是永樂十三年進士李茂弘之子，正統六年（1441年）中舉人，次年（1442年）會試中副榜，授蘇州訓導，堅持操守，從不接見帶見面禮來到的士子，吳江人莫鉉拿古畫《時苗留犢圖》乞求尚書楊翥題名其送贈，他說：「這使我名聲如市井了。」錄下詩而遣回畫作，人們都說他論清介有父親風範，景泰年間曾獲朝廷召用，適逢父親逝世回鄉，哀傷過度去世。

## 引用
1. 1 2  光緒《黃巖縣志·卷十八·人物志二》：（永樂十三年進士李茂弘）子謨，字君定，號訒庵，正統辛酉舉人，會試副榜，授蘇州府訓導，自守甚嚴，諸生以贄見者皆拒不納，吳江莫鉉取古畫《時苗留犢圖》乞尚書楊翥題其上以贈之，謨曰：「此使我為市名矣。」錄詩而返其畫，論者謂其清介有父風，景泰閒嘗內召，會丁外艱歸，哀毀而卒，見《蘇州名宦錄》及門人吳文定寬所撰墓志 風雅遺聞 蘇州府志 太平志。
2. ↑  光緒《黃巖縣志·卷十四·選舉志一》：會試乙榜……正統七年壬戌科 李謨，字君定，長嶼人，茂宏子，蘇州訓導 附詳介節
3. ↑  光緒《蘇州府志·卷七十三·名宦六》：李謨，字君定，黃巖人，正統辛酉舉於鄉，明年會試中副榜，授蘇州訓導，謨自守過嚴，諸生執贄請見峻拒不納，有吳江莫鉉取古畫《時苗留犢圖》乞尚書楊翥題其上以贈之，謨曰：「苟如此使我為市名矣。」錄其詩而返之。 《蘇學景賢錄》